# Tristagma peregrinans
Tristagma peregrinans là một loài thực vật có hoa trong họ Amaryllidaceae. Loài này được Ravenna miêu tả khoa học đầu tiên năm 1978.